# Melionica
Melionica is een geslacht van vlinders van de familie Uilen (Noctuidae), uit de onderfamilie Hadeninae.

## Soorten
- M. albipuncta (Gaede, 1916)
- M. bertha (Schaus, 1893)
- M. citrinea Berio, 1970
- M. fletcheri Berio, 1973
- M. rubella Berio, 1973